# Tribunal Superior de Justícia de Navarra

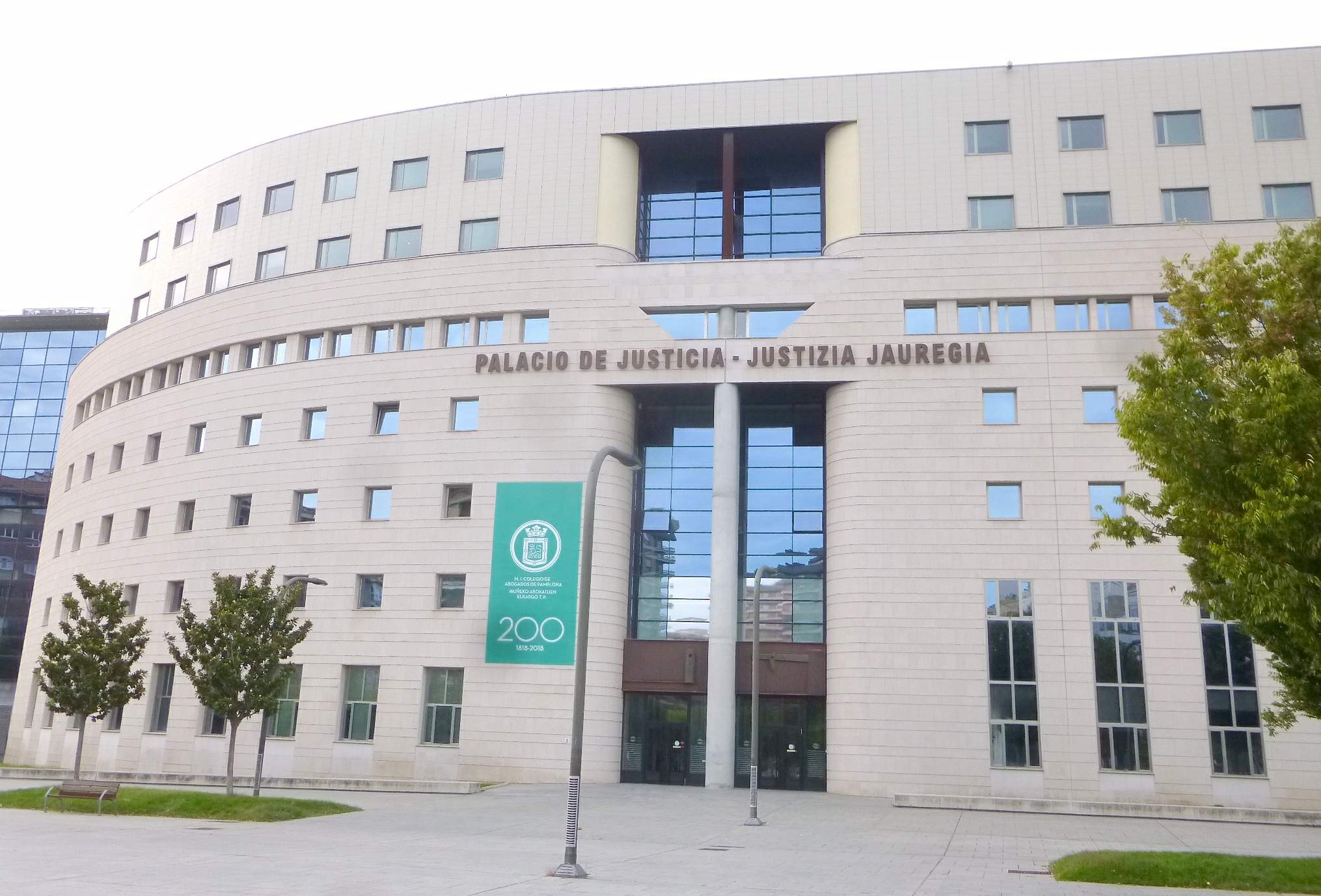
Palau de Justícia a Pamplona.

El Tribunal Superior de Justícia de Navarra, és el màxim òrgan d'administració de justícia en la Comunitat Foral de Navarra. Té la seu a Pamplona.

## Història
El seu antecedent més directe van ser les antigues Audiències Territorials nascudes en 1812. L'actual Tribunal Superior de Justícia de Navarra va ser creat en 1985 a partir de l'article 26 de la Llei Orgànica del Poder Judicial, constituint-se el 23 de maig de 1989.

## Competències
El Tribunal Superior de Justícia de Pamplona és l'òrgan jurisdiccional en què culmina l'organització judicial en la comunitat autònoma, sense perjudici de la competència reservada al Tribunal Suprem.

## Organització
L'alt tribunal navarrès es divideix en quatre sales:
- La Sala de Govern
- La Sala civil i Penal
- La Sala contenciosa administrativa
- La Sala social

## Seu
El Tribunal Superior de Justícia de Navarra té la seu a Pamplona.

## Presidència
El president del TSJN és nomenat pel rei d'Espanya per a un període de 5 anys a proposta del Consell General del Poder Judicial.

### Llista de presidents
Informació actualitzada per un bot. Els canvis manuals es perdran quan s'actualitzi!
| Imatge | Titular                             | Des de | Fins a | Duració (en anys) | Gènere  | Lloc de naixement |
| ------ | ----------------------------------- | ------ | ------ | ----------------- | ------- | ----------------- |
|        | Juan Manuel Fernández Martínez      | (2004) | (2013) | 8–9               | masculí | Barquisimeto      |
|        | Joaquín Cristóbal Galve Sauras      | (2014) |        |                   | masculí | Saragossa         |
|        | Rafael Ruiz de la Cuesta Cascajares | (1999) | (2004) | 4–5               | masculí | Estella           |
|        | Jesús María Rodríguez Ferrero       | (1989) | (1999) | 9–10              | masculí |                   |